# 民主政制促進聯委會
民主政制促進聯委會（民促會）是香港民主派（民協、太平山學會及匯點）在1986年聯同教協和很多社會團體，在高山劇場舉行高山大會後所組成的組織，旨在爭取八八直選、爭取民主《基本法》、建立民主政制和實現百分之百的「港人治港」。民促會的領導人是司徒華和李柱銘。
1989年5月20日，民主政制促進聯委會在維多利亞公園發起聲援「中國愛國民主運動」。大會在八號風球高懸的情況下進行，估計有五萬人參加。翌日宣佈成立「全港市民支援愛國民主運動聯合會」（支聯會）。